# Варламов Володимир Іванович
Варламов Володимир Іванович (нар. 26 липня 1908, Одеса Україна, — 19 вересня 1989 — військовий лікар, доктор медичних наук (1954), професор (1956), учасник Другої світової війни.

## Біографія
Закінчив у 1934 році Військово-медичну академію в Ленінграді (нині С.-Петербург). Відтоді служив військовим лікарем, був начальником хірургічних відділень гарнізонних та польових шпиталів. У 1947–1956 роках — на кафедрі оперативної хірургії Військово-морської академії (Ленінград). 1956 року звільнений у запас зі званням полковника медичної служби. Упродовж 1958–1975 років — завідувач кафедри оперативної хірургії з топографічною анатомією Одеського медичного інституту.
Досліджував особливості проявів та хірургічного лікування захворювань органів черевної порожнини, а також проблеми порушень кровообігу брижових судин..

## Праці
- К методике обнажения плечевого сустава // Науч. тр. Одес. мед. ин-та. 1962. Т. 16;
- Взаимодействие кишечных вен и кишечных артерий // ВХ им. Г. 1963. Т. 91, № 8;
- К топографо-анатомическому обоснованию оперативных доступов для обнажения червеобразного отростка // Актуал. вопр. клин. хирургии. К., 1969 (співавт.); Динамика некоторых показателей сердечно-сосудистой системы под влиянием алкоголизации мышц у больных церебральным параличем // Достижения теории и практики учения о моторно-висцерал. рефлексах. Вильнюс, 1972 (співавт.);
- Нарушение кровотока в системе верхних брижеечных сосудов как возможная причина инвагинации кишок // Морфогенез и регенерация. К., 1973. Вып. 5 (співавт.).